# М-теория
M-тео́рия — вариант теории струн, современная физическая теория, созданная с целью объединения фундаментальных взаимодействий. В качестве базового объекта используется так называемая «брана» (многомерная мембрана) — протяжённый двухмерный или с бо́льшим числом измерений (n-брана) объект.
В середине 1990-х Эдвард Виттен и другие физики-теоретики обнаружили веские доказательства того, что различные суперструнные теории представляют собой различные предельные случаи неразработанной пока 11-мерной М-теории. Это открытие ознаменовало вторую суперструнную революцию.
Как правило, классическая (не квантовая) релятивистская динамика n-бран строится на основе принципа наименьшего действия для многообразия размерности n+1 (n пространственных измерений плюс временное), находящегося в пространстве высшей размерности. Координаты внешнего пространства-времени рассматриваются как поля, заданные на многообразии браны. При этом группа Лоренца становится группой внутренней симметрии этих полей.

## Название
Когда Виттен дал название М-теории, он не уточнял, что обозначает М, предположительно, потому, что не чувствовал за собой права давать название теории, которую он не мог полностью описать. Предположения о том, что может обозначать М, стало игрой среди физиков-теоретиков. Одни говорят, что М означает «мистическая», «магическая» или «материнская». Более серьёзные предположения — «матричная» и «мембранная». Скептики заметили, что М может быть перевёрнутой W — первая буква имени Witten (Виттен). Другие предполагают, что М в М-теории должно означать «недостающая» (англ. missing) или даже «мутная» (англ. murky).

## Дуальности
В середине 1980-х теоретики пришли к выводу, что суперсимметрия, являющаяся центральным звеном теории струн, может быть включена в неё не одним, а пятью различными способами, что приводит к пяти различным теориям: типа I, типов IIA и IIB и двум гетеротическим струнным теориям. Из соображений здравого смысла (не может действовать одновременно 2 варианта одного и того же физического закона) считалось, что только одна из них могла претендовать на роль «теории всего», причём та, которая при низких энергиях и компактифицированных шести дополнительных измерениях согласовывалась бы с реальными наблюдениями. Оставались открытыми вопросы о том, какая именно теория более адекватна и что делать с остальными четырьмя теориями.
В ходе второй суперструнной революции было показано, что такое наивное представление неверно: все пять суперструнных теорий тесно связаны друг с другом, являясь различными предельными случаями единой 11-мерной фундаментальной теории (М-теория).
Все пять суперструнных теорий связаны друг с другом преобразованиями, называемыми дуальностями. Если две теории связаны между собой преобразованием дуальности (дуальным преобразованием), это означает, что первую из них можно преобразовать так, что один из её пределов будет эквивалентен второй теории.
Кроме того, дуальности связывают величины, которые считались различными. Большие и малые масштабы, сильные и слабые константы связи — эти величины всегда считались совершенно чёткими пределами поведения физических систем как в классической теории поля, так и в квантовой. Струны, тем не менее, могут устранять различие между большим и малым, сильным и слабым.

### Т-дуальность
Предположим, мы находимся в десятимерном пространстве-времени, что означает, что у нас девять пространственных и одно временно́е измерение. Представим одно из пространственных измерений окружностью радиуса {\displaystyle R}, такого чтобы при перемещении в этом направлении на расстояние {\displaystyle L=2\pi R} вернуться в ту же точку, откуда стартовали.
Частица, путешествующая по окружности, обладает квантованным импульсом, что даёт определённый вклад в полную энергию частицы. Однако для струны всё будет по-другому, поскольку в отличие от частицы струна может «наматываться» на окружность. Число оборотов вокруг окружности называется «топологическим числом», и эта величина также квантована. Ещё одной особенностью струнной теории является то, что импульсные моды и моды витков (винтовые моды) являются взаимозаменяемыми, так как можно заменить радиус {\displaystyle R} окружности величиной {\displaystyle L_{st}^{2}/R}, где {\displaystyle L_{st}} — длина струны. Если {\displaystyle R} значительно меньше длины струны, то величина {\displaystyle L_{st}^{2}/R} будет очень большой. Таким образом, меняя импульсные моды и винтовые моды струны, можно переключаться между крупным и мелким масштабом.
Этот тип дуальности называют Т-дуальностью. Т-дуальность связывает теорию суперструн типа IIA с теорией суперструн типа IIB. Это означает, что если взять теорию типа IIA и теорию типа IIB и компактифицировать их на окружность, а затем поменять винтовые и импульсные моды, а значит, и масштабы, то можно увидеть, что теории поменялись местами. То же самое верно и для двух гетеротических теорий.

### S-дуальность
С другой стороны, у любого физического взаимодействия есть своя константа связи. Для электромагнетизма константа связи пропорциональна квадрату электрического заряда. Когда физики изучали квантовые аспекты электромагнетизма, то у них не получилось построить точную теорию, описывающую поведение на всех энергетических масштабах. Поэтому они разбили весь диапазон энергий на отрезки и для каждого из них построили решение. Каждому из этих отрезков отвечала своя константа связи. При нормальных энергиях константа связи мала, и в ближайших нескольких отрезках её можно использовать как хорошее приближение к реальным её значениям. Однако, когда константа связи велика, методы, используемые при работе с нормальными энергиями, уже не работают, и эти отрезки становятся бесполезными.
Аналогичная картина в струнной теории. В ней тоже есть своя константа связи, однако, в отличие от теорий элементарных частиц, струнная константа связи — это не просто число, а параметр, зависящий от определённой колебательной моды струны, называемой дилатоном. Изменение знака поля дилатона на противоположный изменяет константу связи с очень большой на очень маленькую. Такой тип симметрии называется S-дуальностью. Если две теории связаны между собой S-дуальностью (S-дуальны друг другу), то одна из этих теорий, с сильной связью (сильной константой связи), будет эквивалентной другой теории, со слабой связью. Необходимо заметить, что теории с сильной связью нельзя исследовать путём разложения в ряды (такие теории называют непертурбативными, в отличие от пертурбативных, которые можно раскладывать в ряды), а теории со слабой связью — можно. Таким образом, если две теории S-дуальны друг другу, то достаточно понять слабую теорию, поскольку это эквивалентно пониманию сильной теории.
Суперструнные теории связаны S-дуальностью следующим образом: суперструнная теория типа I S-дуальна гетеротической SO(32) теории, а теория типа IIB S-дуальна сама себе.

### U-дуальность
Существует также симметрия, связывающая преобразования S-дуальности и T-дуальности. Она называется U-дуальностью и наиболее часто встречается в контексте так называемых U-дуальных групп симметрии в М-теории, определённых на конкретных топологических пространствах. U-дуальность представляет собой объединение в этих пространствах S-дуальности и T-дуальности, которые, как можно показать на D-бране, не коммутируют друг с другом.